# Wilhelm I z Champlitte
Wilhelm I Champlitte – pierwszy władca Księstwa Achai (zwanego też Moreą) w latach 1205–1209.
Wilhelm Champlitte był uczestnikiem IV wyprawy krzyżowej. Jesienią 1204 roku wyruszył wraz z markizem Bonifacym z Montferratu na podbój należnych mu terytoriów. Po zdobyciu Tesaloniki i Tesalii krzyżowcy zaatakowali obejmujące Attykę i Beocję państwo Leona Sgurosa. Zdobyli Ateny i Teby, które Bonifacy przekazał jako lenno Ottonowi de la Roche. Na wiosnę 1205 roku Bonifacy wspierany przez Wilhelma Champlitte’a zaatakował peloponeskie posiadłości Sgurosa i obległ go w twierdzy korynckiej, obległ również drugi z ośrodków Sgurosa na Peloponezie Nauplię. Do oblegających dołączył Gotfryd Villehardouin, przyjaciel Wilhelma, który zawrócił z drogi do Syrii, ale wskutek niesprzyjających wiatrów wylądował w Modon na Peloponezie, zamiast w Konstantynopolu do którego zmierzał. Bonifacy na wieść o zaatakowaniu Tesaloniki przez Bułgarów pociągnął na północ. Godfryd natomiast namówił Wilhelma do udania się do Modon. Stamtąd przez następne miesiące na czele niewielkiego, bo liczącego prawdopodobnie około 500 rycerzy, oddziału rozpoczęli systematyczny podbój Peloponezu. Bez trudności opanowali zachodnią część półwyspu z Patras i Andrawidą. Opór próbowali stawić greccy mieszkańcy Lacedemonu, Nikli i Veligostii, wspomagani przez Słowian z Tajgetu i Michała I Angelosa, władcę Epiru. Zostali jednak pokonani w bitwie pod Kundurą i jesienią niemal cały Peloponez znalazł się w rękach krzyżowców. Pierwszym władcą księstwa został Wilhelm. W 1209 roku przekazał rządy Godfrydowi Villehardouin i powrócił do rodzinnej Burgundii.